# ویل آیزنر
ویلیام اروین آیزنر (به انگلیسی: William Erwin Eisner) نویسنده و طراح یهودی آمریکایی کمیک‌استریپ بود.

## زندگی‌نامه
آیزنر که یکی از طراحان کمیک US.american comics بود مهر تأییدی بر تکامل کمیک در قرن ۲۰ می‌باشد. ویل آیزنر را می‌توان پایه‌گذار و استاد کتاب‌های گرافیکی جیبی و تا حدی طراح کمیک‌هایی به شیوه رمان که تأثیر مستحکمی بر نسل‌های هنرمندان نوین و طراحان کمیک دارد نام برد. آیزنر از مادری رومانیایی و پدری اتریشی پا به عرصه حیات گذاشت و از طراحی صحنه در یک تئاتر یهودی کارش را در زمینه هنر آغاز کرد. او برای تأمین مخارج زندگی خانواده خود به فروش روزنامه نیز می‌پرداخت.
زمانی که در برانکس بخشی از نیویورک فقر بیداد می‌کرد او روزنامه مدرسه را در سال ۱۹۳۳ منتشر کرد و از مدرسه هنر انجمن دانشجویان هنر نیویورک (Art Students League of New York) که در قرن نوزدهم تأسیس شده بود به علت فقر و نداشتن هزینه تحصیلی ترک تحصیل کرد. از سال ۱۹۳۶ طراح مجله‌ای به نام واو (Wow) شد و با یکی دیگر از همکارانش به نام جری ایگر (Jerry Iger) استودیویی به نام آیزنر و ایگر Eisner & Iger به همت خود ایگر تأسیس کردند تا بدین وسیله با هم کار کنند، خلق کنند، کمیک بسازند و با هم تولید و فروش داشته باشند.
شروع راه‌اندازی و شکل‌گیری این استودیو هم‌زمان بود با فعالیت دیگر هنرمندان چون جک کربی (Jack Kirby)، مورت مسکین (Mort Meskin)، و باب کین (Bob Kane) که در زمینه طراحی تلاش می‌کردند، موفق به بستن قراردادهایی با استودیوی آیزنر شدند که در سال ۱۹۳۹ منجر به تولید شانزده سفارش کمیک در روزنامه‌ها شد.
در ادامه همین موفقیت‌ها در سال ۱۹۴۰ اسپیریت (The Spirit) متولد و خلق می‌شود.

## اسپیریت
اسپیریت (The Spirit) یکی از سری کمیک‌هایی بود که هر هفته در روزهای شنبه در روزنامه هفتگی از سال ۱۹۴۰ تا سال ۱۹۵۲ به چاپ رسید و موفق شد طرفداران زیادی را به خود اختصاص بدهد.
داستان اسپیریت که یک کمیک کلاسیک بود دربارهٔ پلیسی به نام دنی کلت (Denny Colt) است که در اولین مأموریت‌هایش از طرف مخالفانش مورد سوءقصد قرار می‌گیرد و کشته می‌شود و ماجرا از اینجا تازه آغاز می‌گردد که او این‌بار در قالب روح یا همان اسپیریت به زمین بازمی‌گردد تا به شکار جانیان و دزدان و کسانی که به او خیانت کردند بپردازد.
او این‌بار با ماسکی سیاه و کلاه و پالتویی بلند ظاهر می‌شود و لابراتوار و محل زندگی او نیز واقع در قبرستانی است که از آنجا بازگشته است. او قهرمانی است که همچنان دچار اشتباه و گاهی سردرگمی می‌شود و بدون قابلیت‌های عجیب و غریب به دنبال تبهکاران می‌گردد. ماجراجوی‌های اسپیریت در قالب‌های پلیسی جنایی کلاسیک نوشته و طراحی شده‌اند که فضاسازی‌های سیاه و سفید، کاملاً آن را از دیگر کمیک‌های دارای این سبک متمایز می‌کند.

## آثار
- A Contract with God (1978, Baronet Books ISBN 0-89437-035-9; DC Comics' reissue ISBN 1-56389-674-5)
- Will Eisner Color Treasury (1981, Kitchen Sink) (ISBN 0-87816-006-X)
- Spirit Color Album (1981, Kitchen Sink) (ISBN 0-87816-002-7)
- Spirit Color Album, v2 (1983, Kitchen Sink) (ISBN 0-87816-010-8)
- Spirit Color Album, v3 (1983, Kitchen Sink) (ISBN 0-87816-011-6)
- Life on Another Planet (1983) (ISBN 0-87816-370-0)
- Comics and Sequential Art (1985) (ISBN 0-9614728-0-4)
- New York: The Big City (1986) (ISBN 0-87816-020-5 softcover and ISBN 0-87816-019-1 hardcover) (reprinted in 2000, ISBN 1-56389-682-6)
- The Dreamer (1986) (ISBN 1-56389-678-8)
- The Building (1987) (ISBN 0-87816-024-8)
- A Life Force (1988) (ISBN 0-87816-038-8)
- Art of Will Eisner (1989 2nd ed, Kitchen Sink) (ISBN 0-87816-076-0)
- Outer Space Spirit (1989 Kitchen Sink) (ISBN 0-87816-012-4)
- To the Heart of the Storm (1991) (ISBN 1-56389-679-6)
- The Will Eisner Reader (1991) (ISBN 0-87816-129-5)
- Invisible People (1993) (ISBN 0-87816-208-9)
- Dropsie Avenue (1995) (ISBN 0-87816-348-4)
- Will Eisner Sketchbook (1995, Kitchen Sink) (ISBN 0-87816-399-9 softcover and ISBN 0-87816-400-6 hardcover)
- Christmas Spirit (1995 Kitchen Sink) (ISBN 0-87816-309-3)
- Spirit Casebook (1990 Kitchen Sink) (ISBN 0-87816-094-9)
- Graphic Storytelling and Visual Narrative (1996) (ISBN 0-9614728-3-9)
- The Princess and the Frog (1996) (ISBN 1-56163-244-9)
- All About P'Gell: Spirit Casebook II (1998 Kitchen Sink) (ISBN 0-87816-492-8)
- A Family Matter (1998) (ISBN 0-87816-621-1)
- Last Day in Vietnam (2000) (ISBN 1-56971-500-9)
- The Last Knight (2000) (ISBN 1-56163-251-1)
- Minor Miracles (2000) (ISBN 1-56389-751-2)
- The Spirit Archives: [No Eisner work in vols. 5–11]
  - Volume 1 (2000, Fall 1940) (ISBN 1-56389-673-7)
  - Volume 2 (2000, Spring 1941) (ISBN 1-56389-675-3)
  - Volume 3 (2001, Fall 1941) (ISBN 1-56389-676-1)
  - Volume 4 (2001, Spring 1942) (ISBN 1-56389-714-8)
  - Volume 12 (2003, Spring 1946) (ISBN 1-4012-0006-0)
  - Volume 13 (2004, Fall 1946) (ISBN 1-4012-0149-0)
  - Volume 14 (2004, Spring 1947) (ISBN 1-4012-0158-X)
  - Volume 15 (2005, Fall 1947) (ISBN 1-4012-0162-8)
  - Volume 16 (2005, Spring 1948) (ISBN 1-4012-0406-6)
  - Volume 17 (2006, Fall 1948) (ISBN 1-4012-0417-1)
  - Volume 18 (2006, Spring 1949) (ISBN 1-4012-0769-3)
  - Volume 19 (2006, Fall 1949) (ISBN 1-4012-0775-8)
  - Volume 20 (2006, Spring 1950) (ISBN 1-4012-0781-2)
  - Volume 21 (2007, Fall 1950) (ISBN 1-4012-1254-9)
  - Volume 22 (2007, Spring 1951) (ISBN 1-4012-1309-X)
- Will Eisner's Shop Talk (2001, Dark Horse Comics) (ISBN 1-56971-536-X)
- Fagin the Jew (2003) (ISBN 0-385-51009-8)
- Hawks of the Seas (2003, Dark Horse Comics) (ISBN 1-56971-427-4)
- The Name of the Game (2003) (ISBN 1-56389-869-1)
- Will Eisner's John Law: Dead Man Walking (2004, IDW) (Softcover ISBN 1-932382-27-5, Hardcover ISBN 1-932382-83-6)
- The Plot: The Secret Story of The Protocols of the Elders of Zion (2005, WW Norton) (ISBN 0-393-06045-4)
- The Contract With God Trilogy: Life on Dropsie Avenue (2005, WW Norton) (ISBN 0-393-06105-1) (anthology collecting A Contract With God, A Life Force and Dropsie Avenue)
- New York: Life In the Big City (2006, WW Norton) (ISBN 0-393-06106-X) (anthology collecting New York: the Big City, The Building, City People Notebook and Invisible People)